# ダニー・ヴコヴィッチ
ダニエル・"ダニー"・ヴコヴィッチ（Daniel "Danny" Vuković, 1985年3月27日 - ）は、オーストラリア・シドニー出身の元同国代表サッカー選手。現役時代のポジションは、ゴールキーパー。

## 経歴
シドニー出身で、セルビアにルーツを持つ。NSL・パラマタ・パワーSCでキャリアをスタートさせボニーリグ・ホワイトイーグルスFCを経て、2005年にAリーグ・セントラルコースト・マリナーズFCへ移籍。正GKのポジションを掴み、2007-08レギュラーシーズンでは優勝を経験した。しかし同シーズンのグランドファイナルで、判定に抗議し主審の手を叩いたことにより長期の出場停止処分を受けた。
2010年6月、スュペル・リグのコンヤスポルへ3年契約で移籍したが、クラブの外国人枠がオーバーしていたため8月に契約を解除し退団。帰国後、ウェリントン・フェニックスFCで1シーズンプレーしたのち、2011年にパース・グローリーFCへ移籍した。
2014年3月、2007年から2008年まで2年間U-23オーストラリア代表で師事したグラハム・アーノルドが監督を務めるJ1・ベガルタ仙台へ、8月までの買い取りオプション付き契約で期限付き移籍。所属元のパースがファイナルシリーズ進出の可能性が消滅しシーズンが早く終わることから、6月のブラジルW杯まで試合勘を保ってオーストラリア代表入りを目指すという意図があった。しかし出場はナビスコカップ2試合にとどまり、5月に仙台との契約を解除してパース・グローリーへ復帰した。
2015年6月、メルボルン・ヴィクトリーFCへ移籍。第2回FFAカップの優勝に貢献するなど正ゴールキーパーとして活躍したが、胆道閉鎖症を患った生後間もない長男の看病の為にクラブを退団し、故郷のシドニーへ帰郷することを決意。2016年7月、上述のアーノルドが指揮を執るシドニーFCでプレーすることが決まった。シドニーFC移籍後も安定したパフォーマンスを維持し、クラブのリーグ完全制覇に貢献。更にはAリーグのシーズン最優秀ゴールキーパーにも選出された。
2017年6月、ベルギーのKRCヘンクと契約を結んだことが発表された。加入初年度となる2017-18シーズンから正守護神を務め、クラブの最優秀選手に選出される。2018-19シーズンには国内2冠達成に貢献した。2019年7月末にアキレス腱を断裂し長期離脱しながらも。同クラブではリーグ戦100試合以上に出場しキャプテンも務めた。2021年3月20日、母国で第2子の出産を控えた妻との生活を優先するためクラブとの契約を解除した。
2021-22シーズンより、エールディヴィジへ昇格したNECナイメヘンと2年契約を締結した。
2022年8月、セントラルコースト・マリナーズに復帰した。2023-24シーズン終了後に現役引退し、セントラルコースト・マリナーズのGKコーチに就任した。

## 個人成績
| 国内大会個人成績 | 国内大会個人成績       | 国内大会個人成績 | 国内大会個人成績 | 国内大会個人成績 | 国内大会個人成績 | 国内大会個人成績 | 国内大会個人成績 | 国内大会個人成績 | 国内大会個人成績 | 国内大会個人成績 | 国内大会個人成績 |
| 年度             | クラブ                 | 背番号           | リーグ           | リーグ戦         | リーグ戦         | リーグ杯         | リーグ杯         | オープン杯       | オープン杯       | 期間通算         | 期間通算         |
| 年度             | クラブ                 | 背番号           | リーグ           | 出場             | 得点             | 出場             | 得点             | 出場             | 得点             | 出場             | 得点             |
| オーストラリア   | オーストラリア         | オーストラリア   | オーストラリア   | リーグ戦         | リーグ戦         | リーグ杯         | リーグ杯         | FFA杯            | FFA杯            | 期間通算         | 期間通算         |
| ---------------- | ---------------------- | ---------------- | ---------------- | ---------------- | ---------------- | ---------------- | ---------------- | ---------------- | ---------------- | ---------------- | ---------------- |
| 2002-03          | パラマタ               |                  | NSL              | 5                | 0                | -                | -                | -                | -                | 5                | 0                |
| 2003-04          | パラマタ               |                  | NSL              | 0                | 0                | -                | -                | -                | -                | 0                | 0                |
| 2004-05          | ボニーリグ             |                  | NSWプレミア      | 14               | 0                | -                | -                | -                | -                | 14               | 0                |
| 2005-06          | セントラルコースト     | 20               | Aリーグ          | 20               | 0                | -                | -                | 0                | 0                | 20               | 0                |
| 2006-07          | セントラルコースト     | 20               | Aリーグ          | 20               | 0                | -                | -                | 6                | 0                | 26               | 0                |
| 2007-08          | セントラルコースト     | 20               | Aリーグ          | 20               | 0                | -                | -                | 3                | 0                | 23               | 0                |
| 2008-09          | セントラルコースト     | 20               | Aリーグ          | 18               | 0                | -                | -                | 3                | 0                | 21               | 0                |
| 2009-10          | セントラルコースト     | 20               | Aリーグ          | 26               | 0                | -                | -                | -                | -                | 26               | 0                |
| トルコ           | トルコ                 | トルコ           | トルコ           | リーグ戦         | リーグ戦         | トルコ杯         | トルコ杯         | オープン杯       | オープン杯       | 期間通算         | 期間通算         |
| 2010-11          | コンヤスポル           | 1                | スュペル・リグ   | 0                | 0                | -                | -                | -                | -                | 0                | 0                |
| オーストラリア   | オーストラリア         | オーストラリア   | オーストラリア   | リーグ戦         | リーグ戦         | リーグ杯         | リーグ杯         | FFA杯            | FFA杯            | 期間通算         | 期間通算         |
| 2010-11          | ウェリントン           | 19               | Aリーグ          | 17               | 1                | -                | -                | -                | -                | 17               | 1                |
| 2011-12          | パース                 | 1                | Aリーグ          | 31               | 0                | -                | -                | -                | -                | 27               | 0                |
| 2012-13          | パース                 | 1                | Aリーグ          | 28               | 0                | -                | -                | -                | -                | 27               | 0                |
| 2013-14          | パース                 | 1                | Aリーグ          | 21               | 0                | -                | -                | -                | -                | 21               | 0                |
| 日本             | 日本                   | 日本             | 日本             | リーグ戦         | リーグ戦         | リーグ杯         | リーグ杯         | 天皇杯           | 天皇杯           | 期間通算         | 期間通算         |
| 2014             | 仙台                   | 22               | J1               | 0                | 0                | 2                | 0                | -                | -                | 2                | 0                |
| オーストラリア   | オーストラリア         | オーストラリア   | オーストラリア   | リーグ戦         | リーグ戦         | リーグ杯         | リーグ杯         | FFA杯            | FFA杯            | 期間通算         | 期間通算         |
| 2014-15          | パース                 | 1                | Aリーグ          | 26               | 0                | -                | -                | 3                | 0                | 29               | 0                |
| 2015-16          | メルボルン・ビクトリー | 1                | Aリーグ          | 23               | 0                | -                | -                |                  |                  | 23               | 0                |
| 2016-17          | シドニー               |                  | Aリーグ          | 26               | 0                |                  |                  |                  |                  |                  |                  |
| ベルギー         | ベルギー               | ベルギー         | ベルギー         | リーグ戦         | リーグ戦         | リーグ杯         | リーグ杯         | ベルギー杯       | ベルギー杯       | 期間通算         | 期間通算         |
| 2017-18          | ヘンク                 |                  | 1ディビジョンA   | 38               | 0                |                  |                  |                  |                  |                  |                  |
| 2018-19          | ヘンク                 |                  | 1ディビジョンA   | 37               | 0                |                  |                  |                  |                  |                  |                  |
| 2019-20          | ヘンク                 |                  | 1ディビジョンA   | 1                | 0                |                  |                  |                  |                  |                  |                  |
| 2020-21          | ヘンク                 |                  | 1ディビジョンA   | 24               | 0                |                  |                  |                  |                  |                  |                  |
| オランダ         | オランダ               | オランダ         | オランダ         | リーグ戦         | リーグ戦         | リーグ杯         | リーグ杯         | KNVBカップ       | KNVBカップ       | 期間通算         | 期間通算         |
| 2021-22          | NEC                    |                  | エールディヴィジ | 0                | 0                |                  |                  |                  |                  |                  |                  |
| 通算             | オーストラリア         | オーストラリア   | NSL              | 5                | 0                | -                | -                | -                | -                | 5                | 0                |
| 通算             | オーストラリア         | オーストラリア   | NSWプレミア      | 14               | 0                | -                | -                | -                | -                | 14               | 0                |
| 通算             | オーストラリア         | オーストラリア   | Aリーグ          | 276              | 1                | -                | -                | 15               | 0                | 291              | 1                |
| 通算             | トルコ                 | トルコ           | スュペル・リグ   | 0                | 0                | -                | -                | -                | -                | 0                | 0                |
| 通算             | 日本                   | 日本             | J1               | 0                | 0                | 2                | 0                | -                | -                | 2                | 0                |
| 通算             | ベルギー               | ベルギー         | 1ディビジョンA   | 100              | 0                |                  |                  |                  |                  | 100              | 0                |
| 通算             | オランダ               | オランダ         | エールディヴィジ | 0                | 0                |                  |                  |                  |                  | 0                | 0                |
| 総通算           | 総通算                 | 総通算           | 総通算           | 395              | 1                | 2                | 0                | 15               | 0                | 412              | 1                |

## 代表歴
2005年、U-20オーストラリア代表としてOFC U-20選手権2005に出場し、優勝に貢献。2006年からは、U-23オーストラリア代表でプレーし北京オリンピックの出場権も獲得したが、出場停止処分の影響で本大会の出場を逃した。
2006年、2009年、2010年にA代表に招集され、AFCアジアカップの予選でベンチ入りをしたが、いずれも出場機会はなかった。
自身33歳の誕生日となる2018年3月27日にコロンビアとの親善試合でA代表デビューし、試合ではミゲル・ボルハのPKをセーブして0-0で引き分けた。

### 出場大会
- U-20オーストラリア代表
  - OFC U-20選手権2005
- U-23オーストラリア代表
  - 北京オリンピックサッカーアジア予選
- オーストラリア代表
  - AFCアジアカップ2007 (予選)
  - AFCアジアカップ2011 (予選)
  - FIFAコンフェデレーションズカップ2017

### 試合数
- 国際Aマッチ 4試合 0得点 (2006年 - 2021年)[16]

| オーストラリア代表 | 国際Aマッチ | 国際Aマッチ |
| 年                 | 出場        | 得点        |
| ------------------ | ----------- | ----------- |
| 2006               | 0           | 0           |
| 2009               | 0           | 0           |
| 2010               | 0           | 0           |
| 2018               | 3           | 0           |
| 2021               | 1           | 0           |
| 通算               | 4           | 0           |

## タイトル
セントラルコースト・マリナーズ
- Aリーグ レギュラーシーズン : 2007-08, 2023-24
- AFCカップ : 2023-24

メルボルン・ヴィクトリー
- FFAカップ : 2015

シドニーFC
- Aリーグ レギュラーシーズン : 2016-17
- Aリーグ ファイナルシリーズ : 2016-17

ヘンク
- ベルギー・ファースト・ディビジョンA : 2018-19
- ベルギー・スーパーカップ : 2019

U-20オーストラリア代表
- OFC U-20選手権 : 2005

個人
- Aリーグ シーズン最優秀ゴールキーパー : 2016-17